# The Teahouse of the August Moon
The Teahouse of the August Moon is een komische film uit 1956 van regisseur Daniel Mann. De hoofdrollen zijn voor Marlon Brando, Glenn Ford, Machiko Kyo en Eddie Albert.

## Inhoud
In deze satire volgen we Kapitein Fisby. Na de Tweede Wereldoorlog trekt hij naar het dorp Tobiki in Okinawa. Daar leert hij de inwoners wat democratie is. Eerst wil hij een school bouwen maar de inwoners werken tegen: ze willen een theehuis. Fisby probeert zijn bazen duidelijk te maken dat een theehuis echt hetgeen is wat de bevolking wil.

## Rolverdeling
| Acteur           | Personage                    |
| ---------------- | ---------------------------- |
| Marlon Brando    | Sakini                       |
| Glenn Ford       | Captain Fisby                |
| Machiko Kyo      | Lotus Blossom                |
| Eddie Albert     | Captain McLean               |
| Paul Ford        | Colonel Wainwright Purdy III |
| Jun Negami       | Mr. Seiko                    |
| Nijiko Kiyokawa  | Miss Higa Jiga               |
| Mitsuko Sawamura | Little Girl                  |
| Harry Morgan     | Sergeant Gregovich           |

## Prijzen
- 1957 - Genomineerd: Zilveren Beer - Filmfestival van Berlijn

### Golden Globes(genomineerd)
- Best Motion Picture - Musical/Comedy
- Best Film Promoting International Understanding
- Best Motion Picture Actor - Comedy/Musical - Marlon Brando
- Best Motion Picture Actor - Comedy/Musical - Glenn Ford
- Best Motion Picture Actress - Comedy/Musical - Machiko Kyo
- Best Supporting Actor - Eddie Albert